# Grande júri
Um grande júri é um júri — um grupo de cidadãos — com poderes por lei para conduzir processos judiciais e investigar potenciais condutas criminais e determinar se as acusações criminais devem ser apresentadas. Um grande júri pode intimar provas físicas ou uma pessoa para testemunhar. O grande júri é separado dos tribunais, que não presidem ao seu funcionamento.
Os Estados Unidos e a Libéria são os únicos países que mantêm júris, embora outras jurisdições de direito consuetudinário os empregassem anteriormente, e a maioria dos outros agora empregam um procedimento diferente que não envolve um júri: uma audiência preliminar. Os grandes júris desempenham funções tanto acusatórias como investigatórias. As funções investigatórias dos grandes júris incluem a obtenção e revisão de documentos e outras provas e a audição de depoimentos juramentados de testemunhas que comparecem perante ele; a função acusatória determina se há causa provável para acreditar que uma ou mais pessoas cometeram um determinado delito dentro do foro de um tribunal distrital.
Um grande júri nos Estados Unidos é geralmente composto de 16 a 23 cidadãos, embora na Virgínia tenha menos membros para júris regulares ou especiais. Na Irlanda, eles também atuaram como autoridades governamentais locais. No Japão, a Lei de 12 de julho de 1948 criou o Kensatsu Shinsakai (Prosecutorial Review Commission ou sistema PRC), inspirado no sistema americano.
O grande júri é assim denominado porque tradicionalmente tem mais jurados do que um júri de julgamento, às vezes chamado de petit jury (francês para "pequeno júri").

## Objetivo
A função de um grande júri é acusar pessoas que podem ser culpadas de um crime, mas a instituição também é um escudo contra processos infundados e opressivos. É um meio de os cidadãos leigos, representantes da comunidade, participarem na administração da justiça. Também pode fazer apresentações sobre crime e má administração em sua área. Tradicionalmente, um grande júri conta com 23 membros.
O modo de acusação é por uma declaração escrita de dois tipos:
1. em forma solene (acusação) descrevendo a ofensa com os devidos acompanhamentos de tempo e circunstâncias, e certeza de ato e pessoa; ou
2. por um modo menos formal, que é geralmente o ato espontâneo do grande júri, denominado apresentação.[7]

Nenhuma acusação ou apresentação pode ser feita, exceto com a concordância de pelo menos doze dos jurados. O grande júri pode acusar com base em seu próprio conhecimento, mas geralmente é feito com base no depoimento de testemunhas sob juramento e outras evidências ouvidas perante elas. Os procedimentos do grande júri são, em primeira instância, instigados pelo governo ou outros procuradores, e ex parte e em deliberação secreta. O acusado não tem conhecimento nem direito de interferir em seus procedimentos.
Se eles considerarem a acusação verdadeira, que geralmente é redigida na forma pelo promotor ou um oficial do tribunal, eles escrevem sobre a acusação as palavras "um projeto de lei verdadeiro", que é assinado pelo encarregado do júri e apresentado ao tribunal publicamente na presença de todos os jurados. Se a acusação não for provada a contento do grande júri, a palavra "ignoramus" ou "não é uma lei verdadeira" é escrita nela pelo grande júri, ou pelo seu capataz e, então, considerada ignorada, e a acusação é julgada improcedente. Se o grande júri apresentar uma acusação como um projeto de lei verdadeiro ("billa vera"), a acusação é considerada fundada e a parte indiciada e obrigada a ser submetida a julgamento.

## Origens
A primeira instância de um grande júri pode ser observada em Avaliação de Clarendon em 1166, um Ato de Henrique II da Inglaterra. O principal impacto de Henrique no desenvolvimento da monarquia inglesa foi aumentar a jurisdição das cortes reais às custas das cortes feudais. Juízes itinerantes em circuitos regulares eram enviados uma vez por ano para fazer cumprir a "Paz do Rei". Para tornar este sistema de justiça criminal real mais eficaz, Henrique empregou o método de inquérito usado por Guilherme, o Conquistador, no Domesday Book. Em cada condado, um corpo de homens importantes foi jurado (juré) para relatar ao xerife todos os crimes cometidos desde a última sessão do tribunal de circuito. Assim se originou o mais recente Grande Júri que apresenta informações para uma acusação. O grande júri foi posteriormente reconhecido por João na Magna Carta de 1215 a pedido da nobreza.
Pode-se dizer que o Grande Júri "celebrou" seu 800.º aniversário em 2015, porque um precursor do Grande Júri é definido no Artigo 61, o mais longo dos 63 artigos da Magna Carta, também chamada de Magna Carta Libertatum (latim para "Grande Carta das Liberdades") executada em 15 de junho de 1215 pelo Rei João e pelos Barões. O documento foi composto principalmente pelo Arcebispo da Cantuária, Stephen Langton (1150–1228). Ele e o cardeal Hugo de Saint-Cher desenvolveram esquemas para a divisão da Bíblia em capítulos e foi o sistema do arcebispo Langton que prevaleceu. Ele era um estudioso da Bíblia, e o conceito do Grande Júri pode possivelmente derivar de Deuteronômio 25: 1: "Se houver controvérsia entre os homens, e vierem a julgamento, para que os juízes os julguem; então justificarão os justos, e condenar os ímpios". (Versão do Rei Jaime) Assim, o Grande Júri foi descrito como o "Escudo e a Espada" do Povo: como um "Escudo para o Povo" de acusações abusivas do governo — ou acusações maliciosas de indivíduos — e como a "Espada do Povo" para eliminar o crime de qualquer indivíduo privado; ou para coibir o crime de qualquer servidor público, seja no Judiciário, Executivo ou Legislativo.

## Casos notáveis
Em 2 de julho de 1681, um estadista popular, Anthony Ashley Cooper, 1.º Conde de Shaftesbury, foi preso sob suspeita de traição e entregue à Torre de Londres. Ele imediatamente fez uma petição ao Old Bailey em um recurso de habeas corpus, mas o Old Bailey disse que não tinha jurisdição sobre os prisioneiros na Torre de Londres, então Cooper teve que esperar pela próxima sessão do Tribunal do Banco do Rei. Cooper pediu habeas corpus em 24 de outubro de 1681, e seu caso finalmente foi levado a um grande júri em 24 de novembro de 1681.
O caso do governo contra Cooper foi particularmente fraco — o governo admitiu que a maioria das testemunhas movidas contra Cooper já haviam cometido perjúrio, e as provas documentais eram inconclusivas, e o júri foi escolhido a dedo pelo xerife whig de Londres. Por essas razões, o governo teve poucas chances de obter uma condenação e, em 13 de fevereiro de 1682, o caso foi arquivado quando o grande júri emitiu um projeto de lei ignoramus, em vez de cumprir a intenção do rei de um "projeto verdadeiro", conhecido como grande acusação do júri.
A função teórica do grande júri contra o abuso do poder executivo foi vista durante a crise de Watergate na América, em Estados Unidos v. Nixon, a Suprema Corte dos Estados Unidos decidiu de oito a zero em 23 de julho de 1974 (o juiz William Rehnquist, nomeado por Nixon, recusou-se a participar do caso) que o privilégio executivo aplicava-se apenas aos poderes co-iguais, legislativo e judiciário, não às intimações do grande júri, o que implica que um grande júri constituiu proteções equiparadas a um "quarto poder do governo". O segundo grande júri de Watergate indiciou sete advogados da Casa Branca, incluindo o ex-procurador-geral John Mitchell, e nomeou o presidente Nixon como um "co-conspirador secreto e não acusado". Apesar de evitar o impeachment, Nixon ainda foi obrigado a testemunhar perante um grande júri.

Da mesma forma, em 1998, Bill Clinton se tornou o primeiro presidente em exercício obrigado a testemunhar perante um grande júri como objeto de uma investigação pelo Gabinete de Conselheiro Independente. O depoimento veio após uma investigação de quatro anos sobre o suposto envolvimento de Clinton e sua esposa Hillary em vários escândalos, incluindo Whitewater e o Rose Law Firm. As revelações da investigação desencadearam uma batalha no Congresso sobre o impeachment de Clinton.